# Cynoglossus semilaevis
Espèce
Cynoglossus semilaevis est une espèce de poissons pleuronectiformes. C'est un poisson plat à côtés dissemblables que l'on trouve sur les côtes coréennes et chinoises.

## Description

### Taxonomie
Cynoglossus semilaevis appartient à la famille des Cynoglossidae chez les Pleuronectiformes. 

### Distribution
Cette espèce décrite en 1873 est un poisson benthique qui se trouve généralement sur les fonds vaseux le long de la côte ou dans les zones d'eau saumâtre ou d'eau douce. Surnommée «sole langue» en  Corée ou communément appelée «poisson-langue», elle est pêchée autour de la côte ouest de la Corée, comme Gunsan et Seocheon. C'est la plus grande espèce de la famille des Cynoglossidae. et elle est très utile d'un point de vue industriel en raison de son taux de croissance rapide.

## Pathogènes
L'espèce bactérienne Vibrio aestuarianus a provoqué une forte mortalité dans les bassins de mariculture de Cynoglossus semilaevis en Chine en 2011.
Une autre bactérie, Colwellia aquaemaris a été découverte après son isolement d'un bassin de culture de ce poisson plat.